# Вилић Село
Вилић Село је насељено место у општини Брестовац, у западној Славонији, Република Хрватска.

## Историја
До нове територијалне организације налазило се у саставу бивше велике општине Славонска Пожега.

## Становништво
Насеље је према попису становништва из 2011. године имало 157 становника.
| Националност       | 1991.        |
| Хрвати             | 144 (84,21%) |
| Срби               | 12 (7,01%)   |
| Југословени        | 6 (3,50%)    |
| остали и непознато | 9 (5,26%)    |
| Укупно             | 171          |